# 野水克己
野水克己（英語：Katsumi Nomizu, 1924年12月1日—2008年11月5日）是一位日裔美籍數學家。 

## 生平
野水克己於1924年12月1日生於大阪。高中就讀舊制第三高等學校，大學就讀大阪大學，於1947年獲理學碩士學位畢業。後赴巴黎索邦大學進修，於返回日本旅途上邂逅了妻子Kimiko。夫妻倆共育有四個小孩：Naomi, Yvonne, Simone, and Raymond.
野水後赴美國芝加哥大學，在陳省身指導下攻讀數學。野水於1953年發表博士論文《"Invariant affine connections on homogeneous spaces"》，此文正是野水對仿射微分幾何的研究結集。
嗣後返日，入名古屋大學繼續研究，於1955年取得博士學位。日本數學學會於1956出版了野水所開設的課程"Lie Groups and Differential Geometry"的筆記講義. 野水於1958年在大阪基督教大學任教。
自1960起，野水開始了其在布朗大學的35年工作生涯，起先受聘為副教授，而於1963起任正教授。野水特別喜歡開設大一微積分。野水與小林昭七共著的《微分幾何基礎》於1963年出版了第一冊。 
野水是1965年日本-美國國際微分幾何京都研討會的主要工作領導。野水的Fundamentals of Linear Algebra 出版於1966年，並於1979出版了第二版。
野水一共指導了13位博士生，以及3位碩士生。野水七十歲生日之時，荷語天主教魯汶大學為野水舉辦了生日研討會。野水曾任數論與代數幾何論文選集之編輯，該書由美國數學學會出版於1996年。
野水克己於2008年11月5日在美國羅德島州普罗维登斯逝世。野水以「剛猛的才智、特別的幽默感以及紳士般的情操」留名於世。

## 榮譽
- 1991 Humboldt Prize
- 1994 Honorary Socio Corrispondanti, Accademia Peloriana dei Pericolanti, Messina, Italy
- 1997 Wilhelm Blaschke獎章

## 外部連結
- Katsumi Nomizu （页面存档备份，存于） from Ancestry.com
- 野水克己在數學譜系計畫的資料。